# Harthill (Cheshire)
Pour les articles homonymes, voir Harthill.
Harthill est une paroisse civile et un village du Cheshire, en Angleterre.